# Sant Cristòfol de Súria
Sant Cristòfol de Súria és una església del municipi de Súria (Bages) protegida com a bé cultural d'interès local.

## Descripció
L'església, ubicada al centre de la població, és de tres naus, estructura aprecia ble a la façana de tres cossos, el del mig perllongat pel campanar. S'hi accedeix per una gran escalinata doble als laterals. La nau central acaba amb un absis tot ell pintat, i el lateral dret té un cos annex que mig respecta l'estructura del seu absis, destinat a sagristia. El sistema constructiu és modern, i el material utilitzat fou el carreu, el ciment armat i el totxo. És difícil englobar-lo en un estil específic, ni tampoc podem considerar-lo eclèctic.

## Història
L'any 1930 cediren els terrenys per l'església parroquial a uns 100 metres de l'emplaçament actual i distant també de l'escola parroquial i per això s'optà per vendre'sl i comprar dels terrenys confrontants amb les escoles (ubicació actual).
L'any 1935 s'inicia la construcció i per la guerra sols hi ha les estructures portants. L'any 1939-40 es cobreix l'església oblidant el sumptuós projecte inicial. L'any 1941 s'acaba el campanar i l'any 1965 es fa l'altar major.